# Csillagot ábrázoló zászlók képtára
Ez a galéria a csillago(ka)t ábrázoló zászlókat mutatja be. (Az égen látható csillagokat lásd a Csillagászati objektumokat ábrázoló zászlók képtára cikkben.)

## Háromágú csillag

Nemzetközi Brigádok zászlaja

## Négyágú csillag

Aruba zászlaja
Bucaramanga, Kolumbia
Formosa, Argentína
A NATO zászlaja
Portland, Oregon, USA

## Ötágú csillag

### Pentagramma

Európai Unió
Etiópia zászlaja (és az Afari Nemzeti Regionális Állam)
Marokkó zászlaja
Marokkó polgári zászlaja
Marokkó tengerészeti zászlaja
Marokkó tengerészeti orr-árbóc lobogója

### Fehér ötágú csillag

Aargau, Svájc
Ausztrália zászlaja
II. Erzsébet brit királynő személyi zászlaja Ausztráliában
Ausztrália polgári zászlaja
Ausztrál polgári légierő zászlaja
Ausztrál légierő zászlaja
Ausztrál Fővárosi Terület
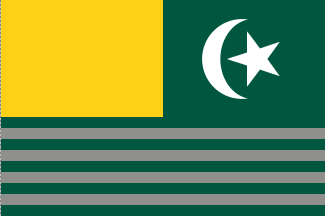
Kasmír zászlaja, Pakisztán
Bahawalpur, Pundzsáb (1947-ig)
Balocsisztán, Pakisztán
Bosznia-Hercegovina zászlaja
Brazília zászlaja
Brazil Királyság zászlaja (1822)
Brazil Birodalom zászlaja (1822-1889)
Az Első Brazil Köztársaság zászlaja (1889)
Brazília tengerészeti orr-árbóc lobogója
Buffalo, New York, USA
Katalán függetlenség zászlaja, (Estelada)
Chile zászlaja
Karácsony-sziget zászlaja
Comore-szigetek zászlaja
Comore-szigetek zászlaja (1978-1992)
Comore-szigetek zászlaja (1992-1996)
Comore-szigetek zászlaja (1996-2001)
Konföderációs Államok zászlaja (1861-1863)
Konföderációs Államok zászlaja (1863-1865)
Konföderációs Államok zászlaja (1865)
Konföderációs Államok tengerészeti zászlaja (1863-1865)
Konföderációs Államok tengerészeti orr-árbóc lobogója (1861-1863)
Konföderációs Államok tengerészeti orr-árbóc lobogója (1863-1865)
Konföderációs Államok hadi zászlaja
Cook-szigetek zászlaja
Costa Rica zászlaja
Kuba zászlaja
Curaçao zászlaja
Detroit, Michigan, USA
Holland Guyana (1959-1975)
Egyiptom zászlaja (1914-1922)
Egyiptom zászlaja (1922-1952)
Salvador zászlaja (1869)
Florida zászlaja, USA (ideiglenes, 1861)
Francia déli és antarktiszi területek zászlaja
Georgia zászlaja, USA
Georgia zászlaja, USA (1956-2001)
Georgia zászlaja, USA (2001-2003)
Goiás, Brazília
Hunza zászlaja (1974-ig)
Illinois zászlaja, USA
India zászlaja (nem hivatalos, 1906-1907)
Indiai függetlenségi mozgalom (1917)
Starry Plough zászló, Írország
Johor, Malajzia
Kansas zászlaja, USA
Kelantan, Malajzia
Libéria zászlaja
Líbia zászlaja
Louisiana zászlaja, USA
Maastricht, Hollandia
Magdalena, Kolumbia
Maldív-szigetek elnöki zászlaja
Maranhão, Brazília
Massachusetts zászlaja, USA
Mauritius polgári zászlaja
Mauritius állami zászlaja
A Mikronéziai Szövetségi Államok zászlaja
Csendes-óceáni-szigetek Gyámsági Terület zászlaja (1965-1980)
Mississippi zászlaja, USA
Mississippi zászlaja, USA (nem hivatalos, 1861-1865)
Missouri zászlaja, USA
Mianmar zászlaja
A Holland Antillák zászlaja
Nevada zászlaja, USA
Nevis zászlaja
Új-Zéland polgári zászlaja
Észak-Karolina zászlaja, USA
Észak-Karolina zászlaja, USA (1861-1865)
Északi-Mariana-szigetek zászlaja
Északi Terület zászlaja, Ausztrália
Északnyugati határterület, Pakisztán
Norvég vezérlő tengernagy rangjelző zászlaja
Norvég admirális rangjelző zászlaja
Norvég altengernagy rangjelző zászlaja
Norvég ellentengernagy rangjelző zászlaja
Ohio zászlaja, USA
Oklahoma zászlaja, USA (1911-1925)
Pakisztán zászlaja
Pakisztán polgári zászlaja
Pakisztáni hadsereg zászlaja
Pakisztán tengerészeti zászlaja
Pakisztán tengerészeti orr-árbóc lobogója
Pakisztáni légierő zászlaja
Pápua Új-Guinea zászlaja
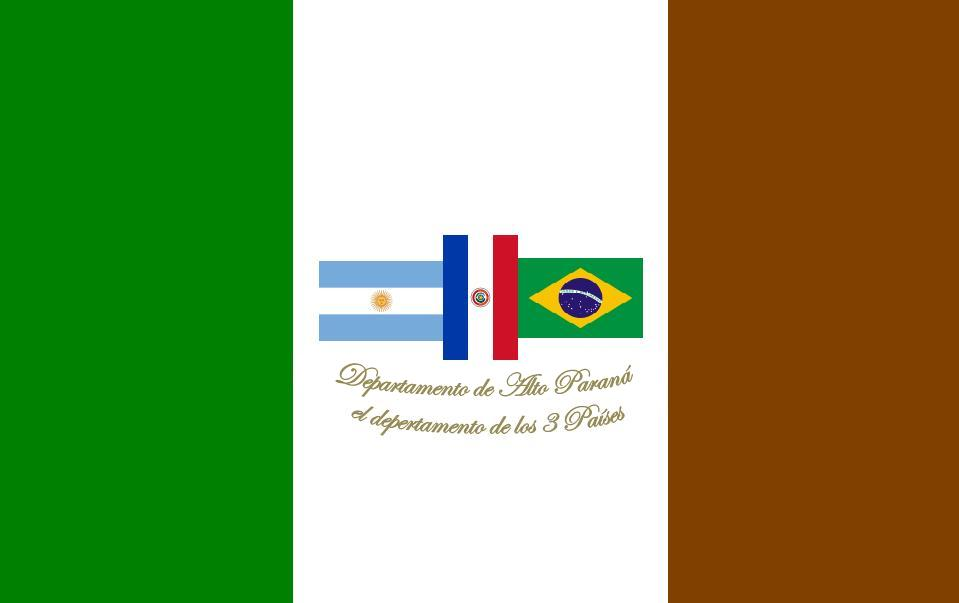
Paraná, Brazília
Piauí, Brazília
Puerto Rico zászlaja
Pundzsab, Pakisztán
Rio Grande do Norte, Brazília
Risaralda, Kolumbia
Rondônia, Brazília
Saint Kitts és Nevis zászlaja
Szamoa zászlaja
Santa Catarina, Brazília
Santa Cruz, Argentína
Santander, Kolumbia
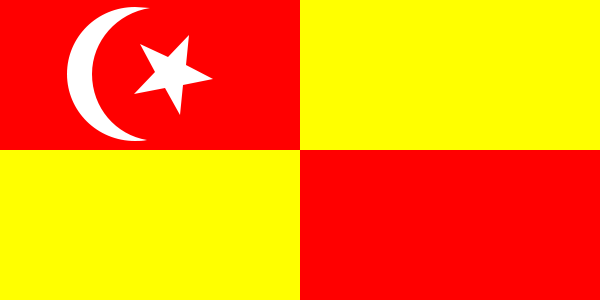
Selangor, Malajzia
Shan hadsereg, Mianmar
Sindh, Pakisztán
Szingapúr zászlaja
Szingapúr polgári zászlaja
Szingapúr állami zászlaja
Szingapúr tengerészeti zászlaja
A Salamon-szigetek zászlaja
Salamon-szigetek polgári zászlaja
Salamon-szigetek tengerészeti zászlaja
Szomália zászlaja
Szovjet Győzelmi zászló
Tennessee zászlaja, USA
Texas zászlaja, USA
Tierra del Fuego, Argentína
Kelet-Timor zászlaja
Togo zászlaja
Tokelau-szigetek zászlaja
Törökország zászlaja
Türkmenisztán zászlaja
Umm el-Kawein, Egyesült Arab Emírségek
Az Amerikai Egyesült Államok zászlaja
Az Egyesült Államok tengerészeti orr-árbóc lobogója (1960-2002)
Az Amerikai légierő zászlaja
Új-Zélandi Egyesült Törzsek zászlaja
Utah zászlaja, USA
Üzbegisztán zászlaja
Wallis/Valais, Svájc
Valga megye, Észtország
Venezuela zászlaja
Venezuela polgári zászlaja
Venezuela zászlaja (1930-2006)
Vermonti Köztársaság zászlaja (1777-1791)
Victoria zászlaja, Ausztrália
Nyugat-Floridai Köztársaság zászlaja (1810)
Nyugat-Pápua, Indonézia
Észak-Jemen zászlaja (1927-1962)

### Sárga ötágú csillag

Acadia zászlaja
Adigeföld zászlaja
Afganisztán zászlaja (1928-1929)
Afganisztán zászlaja (1978-1980)
Alaszka zászlaja, USA
Angola zászlaja
Bolívia állami zászlaja
Bolívia hadi zászlaja
Bolívia tengerészeti zászlaja
Bosznia zászlaja (1878)
Bosznia-Hercegovina zászlaja (tervezett)
Boszniai felkelés zászlaja (1831)
Burkina Faso zászlaja
Dél-Szudán zászlaja
Kamerun zászlaja
Kamerun zászlaja (1961-1975)
A Zöld-foki Köztársaság zászlaja
Caquetá megye, Kolumbia
A Közép-afrikai Köztársaság zászlaja
Kína zászlaja
Kínai Felszabadítási Hadsereg zászlaja
Kínai Felszabadítási Hadsereg Földi Erőinek zászlaja
Kína tengerészeti zászlaja
Kínai Felszabadítási Hadsereg Légierőinek zászlaja
Kókusz (Keeling)-szigetek zászlaja
Kongói Demokratikus Köztársaság zászlaja
Kongói Szabadállam zászlaja (1877-1908)
Belga Kongó zászlaja (1908-1960)
Kongói Demokratikus Köztársaság zászlaja (1960-1963)
Kongói Demokratikus Köztársaság zászlaja (1963-1971)
Kongói Demokratikus Köztársaság zászlaja (1997-2006)
Kongói Köztársaság zászlaja (1970-1991)
Holland Guyana zászlaja (1959-1975)
Etiópia zászlaja (1987-1991)
Európai zászló
Francia Guyana zászlaja
Gagauz Köztársaság zászlaja, Moldova
Grenada zászlaja
Grenada polgári és állami zászlaja
Grenada tengerészeti zászlaja
Idaho zászlaja, USA
Olaszország elnöki zászlaja
Lettország elnökének személyi zászlaja
Lettország köztársasági elnökének zászlaja
Lettország védelmi miniszterének zászlaja
Louisiana zászlaja (1861)
Makaó zászlaja
Maine zászlaja, USA
Melaka, Malajzia
Mato Grosso, Brazília
Mato Grosso do Sul, Brazília
Mauritánia zászlaja
Mauritius tengerészeti zászlaja
Minnesota zászlaja, USA
Mongol Népköztársaság zászlaja (1949-1992)
Montería, Kolumbia
Marokkó polgári zászlaja
Marokkó tengerészeti zászlaja
Mozambik zászlaja
Neuquen, Argentína
New Hampshire zászlaja, USA
Niue zászlaja
Norte de Santander, Kolumbia
Észak-Dakota zászlaja, USA
Norvég hadsereg tábornokának rangjelző zászlaja
Norvég hadsereg altábornokának rangjelző zászlaja
Norvég hadsereg őrnagyának rangjelző zászlaja
Norvég hadsereg dandártábornokának rangjelző zászlaja
Oregon zászlaja, USA
Paraguay zászlaja
Perui-Bolíviai Konföderáció (1836-1839)
A Fülöp-szigetek zászlaja
Pernambuco, Brazília
Rhode Island zászlaja, USA
Roraima, Brazília
Saba zászlaja
São Paulo, Brazília
Sint Eustatius
Dél-Peru zászlaja (1836-1839)
Suriname zászlaja
Tádzsikisztán zászlaja
Texas zászlaja (1836-1839)
Tuzla, Bosznia és Hercegovina
Tuvalu zászlaja
Vietnam zászlaja
Vojvodina, Szerbia
Wake-sziget zászlaja

### Vörös ötágú csillag

Afganisztán zászlaja (1980-1987)
Albánia zászlaja (1946-1992)
Algéria zászlaja
Algéria tengerészeti zászlaja
Örmény SZSZK zászlaja (1952-1991)
Azerbajdzsáni SZSZK zászlaja (1952-1991)
Fehéroroszország elnökének személyi zászlaja
Benin zászlaja (1975-1990)
Birmingham, Alabama, Amerikai Egyesült Államok
Bosznia és Hercegovinai Szocialista Köztársaság zászlaja (1945-1991)
Bulgária zászlaja (1946-1967)
Bulgária zászlaja (1967-1971)
Bulgária zászlaja (1971-1990)
Belorusz SZSZK zászlaja (1951-1991)
Kalifornia zászlaja, Amerikai Egyesült Államok
Kínai Szovjet Köztársaság zászlaja (1931-1934)
Horvát Szocialista Köztársaság zászlaja (1945-1990)
District of Columbia zászlaja, Amerikai Egyesült Államok
Dzsibuti zászlaja
Drenta, Hollandia
Holland Guyana zászlaja (1959-1975)
Grúz SZSZK zászlaja (1951-1990)
Hongkong zászlaja
Magyarország zászlaja (1949-1956)
Kirgiz SZSZK zászlaja (1952-1991)
Lett SZSZK zászlaja (1953-1991)
Litván SZSZK zászlaja (1953-1991)
A Macedón Szocialista Szövetségi Köztársaság zászlaja (1953-1991)
Moldvai SZSZK zászlaja (1952-1991)
Montenegrói Szocialista Köztársaság zászlaja (1945-1993)
Mozambik zászlaja (1975-1983)
Észak-Korea zászlaja
A Koreai Néphadsereg zászlaja
Új-Zéland zászlaja
Panama zászlaja
Románia zászlaja (1947-1989)
Orosz Győzelmi zászló
Orosz SZFK zászlaja (1954-1991)
Szerb Szocialista Köztársaság zászlaja (1945-1991)
Szlovén Szocialista Köztársaság zászlaja (1945-1991)
Dél-Jemen zászlaja (1945-1991)
A Szovjetunió zászlaja
A Szovjet szovjet Vörös Hadsereg zászlaja
Tadzsik SZSZK zászlaja (1953-1991)
Tunézia zászlaja
Ukrán SZSZK zászlaja (1949-1991)
Wallis/Valais, Svájc
Nyugat-Szahara zászlaja
Jugoszlávia zászlaja (1940-1992)
Zimbabwe zászlaja
Agua de Dios zászlaja

### Fekete ötágú csillag

Holland Guyana zászlaja (1959-1975)
Ghána zászlaja
Ghána polgári zászlaja
Bissau-Guinea zászlaja
São Tomé és Príncipe zászlaja
Szomáliföld zászlaja

### Zöld ötágú csillag

Dominikai Közösség zászlaja
Eszperantó zászló
Irak zászlaja 2004 és 2008 között
Irak zászlaja (1963-1991)
Irak zászlaja (1991-2004)
Észak-Jemen zászlaja (1962-1900)
Szenegál zászlaja
Szíria zászlaja
Egyesült Arab Köztársaság zászlaja (1958-1961); Egyiptom zászlaja (1961-1972)

### Kék ötágú csillag

Arkansas zászlaja, USA
Ausztrália tengerészeti zászlaja
Honduras zászlaja
Nunavut zászlaja, Kanada
Panama zászlaja
Pará, Brazília

### Ötágú csillag (más színek)

Arizona zászlaja, USA (rézvörös csillag)
Holland Guyana (1959-1975, barna csillag)
Indiana zászlaja, USA (arany csillag)
Rio de Janeiro, Brazília (ezüst csillag)

## Hatágú csillag

### Hexagram

Izrael zászlaja
Izrael polgári zászlaja
Izrael tengerészeti zászlaja
Nigéria gyarmati zászlaja
A vörös Dávid-csillag

### Más hatágú csillagok

II. Erzsébet brit királynő személyi zászlaja Ausztráliában
Bonaire zászlaja
Bosznia-Hercegovinai Föderáció zászlaja
Burundi zászlaja
Közép-Bosznia, Bosznia-Hercegovina
Chicago, Illinois, USA
Karácsony-sziget zászlaja
Horvátország zászlaja
Horvátország polgári és állami zászlaja
Horvátország tengerészeti zászlaja
Egyenlítői-Guinea zászlaja
Indiai parti őrség
Liguria, Olaszország
Észak-Írország zászlaja (1920-1972)
Salta, Argentína
Szlovénia zászlaja
Szlovénia polgári zászlaja
Tartu, Észtország
Victoria zászlaja, Ausztrália
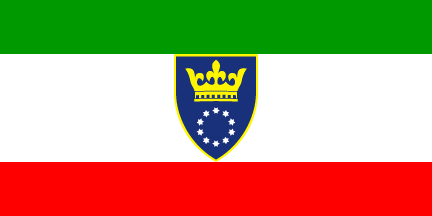
Zsenica-Doboj, Bosznia-Hercegovina

## Hétágú csillagok

Ausztrália zászlaja
II. Erzsébet brit királynő személyi zászlaja Ausztráliában
Ausztrál vörös felségjelzés
Ausztrál polgári légierő zászlaja
Ausztrália tengerészeti zászlaja
Ausztrál légierő zászlaja
Ausztrál Fővárosi Terület
Cherokee Nemzet zászlaja
Karácsony-sziget zászlaja
Kókusz (Keeling)-szigetek zászlaja
Indiai függetlenségi mozgalom zászlaja, (1917)
Irak zászlaja (1921-1959)
Jordánia zászlaja
Északi Terület zászlaja, Ausztrália
Victoria zászlaja, Ausztrália

## Nyolcágú csillagok

II. Erzsébet brit királynő személyi zászlaja Ausztráliában
Nemzeti gyarmati zászló, Ausztrália (1823-1831)
Ausztrál Föderációs zászló (1831-1920s)
Szállítás Ellenes Liga zászló, Ausztrália (1849-1853)
Eureka zászló, Ausztrália (1854)
Azerbajdzsán zászlaja
Azerbajdzsán zászlaja (1918-1920)
Barranquilla, Kolumbia
Cartagena de Indias, Kolumbia
Casanare, Kolumbia
Karácsony-sziget zászlaja
Kolumbia polgári zászlaja
Kolumbiai légierő zászlaja
India zászlaja (nem hivatalos, 1906-1907)
Irak zászlaja (1959-1963)
Moldova zászlaja
Neuquen, Argentína
Új-Dél-Wales zászlaja, Ausztrália
Fülöp-szigetek zászlaja
Rotuma zászlaja (1988 szeparatista ajánlat)
Üdvhadsereg zászlaja
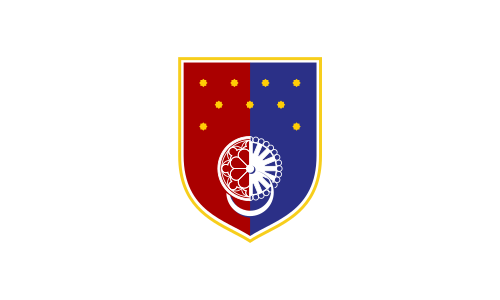
Szarajevó, Bosznia-Hercegovina
Szingapúr állami zászlaja
Szingapúr tengerészeti zászlaja
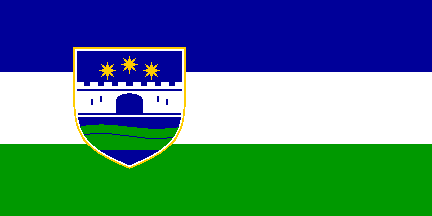
Una-Sana, Bosznia-Hercegovina
Victoria zászlaja, Ausztrália
Victoria kormányzói zászlaja, Ausztrália
Nyugat-Hercegovina zászlaja (1760 körül)

## Más csillagok

Argentína zászlaja
Kína zászlaja (1928-1949); Tajvan zászlaja
Tajvan polgári zászlaja
Tajvan hadseregének zászlaja
Tajvan tengerészeti orr-árbóc lobogója
Ecuador zászlaja
Makedónia zászlaja
Kuala Lumpur, Malajzia
Labuan, Malajzia
Macedónia zászlaja (1991-1995)
Malawi zászlaja (2010-2012)
Malajzia zászlaja
Malajzia polgári zászlaja
Malajzia hadseregének zászlaja
Malajzia tengerészeti zászlaja
Maláj légierő zászlaja
Malaya zászlaja (1950-1963)
Marshall-szigetek zászlaja
Namíbia zászlaja
Nauru zászlaja
Nepál zászlaja
Ruanda zászlaja
Sarawak, Malajzia
Tocantins, Brazília
Uruguay zászlaja